# Faton Toski
Faton Toski né le 17 février 1987 à Gnjilane, est un footballeur allemand et kosovar, évoluant au poste de milieu de terrain au FSV Francfort. Il a actuellement joué quatre matchs pour le Kosovo.

## Palmarès
Vierge